# 18.ª División de granaderos Panzer
La 18.ª División de granaderos Panzer (18. Panzergrenadier-Division) se formó a partir de la 18.ª División de Infantería Motorizada y luchó en el frente oriental de junio a septiembre de 1944. Fue citada por su acción distinguida en los combates a orillas del Dnieper central.
Fue casi destruida en la ofensiva de verano soviética de 1944, pero las unidades supervivientes de la división lucharon en la Prusia Oriental y en la Batalla de Berlín.

## Formación
Después de la derrota del Imperio Alemán en la Primera Guerra Mundial, los Aliados impusieron restricciones a las fuerzas armadas alemanas. El ejército del Káiser fue disuelto y se creó la Reichswehr, dividida en dos comandancias (Berlín y Kassel), tres divisiones de caballería y siete divisiones de infantería.
A la muerte de Hindenburg, el ejército de la República de Weimar prestó juramento a Hitler, quien elevó a 21 el número de divisiones. Los puestos de mando fueron ocupados por los antiguos jefes. Las circunscripciones militares tenían denominaciones que encubrían a estas unidades. Así, el comandante de la 3.ª División en la circunscripción militar III (Berlín) se llamaba Mando de infantería III. A partir del 15 de octubre de 1934 se usaron los nombres correctos. 
El 1 de octubre de 1934 se encargó al Mayor general Hermann Hoth en Liegnitz (Silesia, entonces Alemania]) que creara la 18.ª División de Infantería con elementos de la 3.ª y 4.ª divisiones.

## Invasión de Polonia
La orden de movilización llegó a la 18.ª División el 26 de agosto de 1939. Fue asignada al XI Cuerpo de ejército del 9.º Ejército (General de Artillería Walter von Reichenau) del Grupo de Ejércitos Sur (coronel general Gerd von Rundstedt) y tomó posiciones en el flanco izquierdo de la región de Kreuzburg. El 1 de septiembre de 1939 empezó la campaña de Polonia y al mismo tiempo la Segunda Guerra Mundial. La 18.ª División avanzó rápidamente hacia Varsovia, y a los pocos días cayó. La División participó del 9 al 19 de septiembre en la batalla de Bzura, que decidió prácticamente el curso de la guerra. El 26 de septiembre, tres compañías de la división tomaron el fuerte II Wawrzyszew al oeste de Varsovia.

## Batalla de Francia
Al finalizar la campaña de Polonia, la 18.ª División fue trasladada al oeste de Alemania e integrada en el IV Cuerpo de ejército del 6.º Ejército del Grupo de Ejércitos B (Coronel General Fedor von Bock). El cuartel de la división se instaló en el Palacio de Rurich. El 10 de mayo de 1940 la división entró en territorio holandés, cruzando el primer día el canal Juliana y el río Mosa y al día siguiente el canal Alberto en Bélgica. El 13 de mayo atacó la posición junto al río Dyle en la línea defensiva de los Aliados en Bélgica, superándola el 16 de mayo. Después avanzó en dirección a Lille y por los campos de batalla de Ypres en la Primera Guerra Mundial. 
El 24 de mayo las fuerzas alemanas se hallaban a unos 15 km de Dunquerque, pero el ataque contra la Fuerza Expedicionaria Británica encerrada en la bolsa se detuvo tres días a causa de una controversia entre Hitler y el Alto Mando alemán del Ejército (OKH), tiempo que aprovecharon los Aliados para organizar la defensa y evacuar a 338.682 soldados hasta el 4 de junio de 1940. Ese día un parte especial del Alto Mando de la Wehrmacht (OKW) anunciaba la toma de Dunquerque por el 54° Regimiento de infantería al mando del coronel Hermann Recknagel, por cuya acción le fue concedida la Cruz de Caballero. Después de la batalla de Dunquerque, la 18.ª División pasó a la reserva en la región de Le Mans, y el 30.º Regimiento de infantería estuvo de guardia en París. 
En octubre la División regresó a Alemania y a partir de noviembre de 1940 comenzó la fase de motorización, que terminó en mayo de 1941, por lo que cambió el nombre a 18.ª División de infantería motorizada. Durante esta fase estuvo asignada al 11.º Ejército al mando del Coronel general Eugen von Schobert.

## Frente ruso
La 18.ª División se asignó al III Cuerpo Panzer al mando de su antiguo comandante, ahora coronel general Hermann Hoth, que a su vez estaba encuadrado en el Grupo de Ejércitos Centro del Mariscal de campo Fedor von Bock.
El 22 de junio de 1941 empezó el ataque contra la Unión Soviética (Operación Barbarroja). La 18.ª División avanzó hacia el norte de Smolensk, donde cerró el 24 de julio, junto con la 29.ª División motorizada, la bolsa en la que quedaron atrapados unos 300.000 soldados soviéticos con 3000 tanques. En agosto fue asignada al 16.º Ejército del coronel general Ernst Busch y trasladada a 750 km al norte en la región del lago Ilmen con vistas a aislar la ciudad de Leningrado por el este. Luego tomó parte en los combates por el puente de Kirichi y en la conquista de Tichwin el 8 de noviembre. Esto provocó un contraataque del Ejército Rojo con tanques T-34 y lanzacohetes Katiusha, que fue repelido. El 22 de diciembre de 1941 el XXXXIX Cuerpo de ejército tuvo que retirarse detrás del Volchow a temperaturas de −52 °C. La 18.ª División sufrió 9000 bajas y quedó reducida a 741 hombres. El 3° Batallón del 30° Regimiento perdió 250 soldades durante la retirada por una ola repentina de frío.
El 8 de enero de 1942 atacó el Ejército Rojo las posiciones del XVI Ejército, y la 18.ª División tuvo que replegarse a Stáraya Rusa. El 9 de enero el 9.º Ejército soviético consiguió romper el frente alemán en el sector de la 290.ª División al sur del lago Ilmen y junto con el I Cuerpo de tiradores logró formar una bolsa en Demiansk. Los alemanes contraatacaron el 20 de marzo con la 5.ª División ligera, la 8.ª División ligera, la 122.ª División de infantería, la 329.ª División de infantería, el 206.º Regimiento de cazadores de montaña y parte de la 18.ª División de infantería motorizada. Se logró abrir una brecha y sacar a unos 100.000 soldados alemanes encerrados. La 18.ª División motorizada permaneció en Ilmen hasta la retirada general en 1943. 
El 23 de junio de 1943 recibió el nombre de 18.ª División de granaderos Panzer y pasó a integrarse en el XXXIX Cuerpo Panzer del 6.º Ejército al mando de Gotthard Heinrici. El 22 de junio de 1944 comenzó el Ejército Rojo la contraofensiva de verano en Bielorrusia, llamada Operación Bagration, para reconquistar la capital Minsk. El Grupo de Ejércitos Centro fue arrollado completamente y aniquilada la 18.ª División, retrocediendo por el río Berézina hasta Minsk. El 6 de julio cayó su jefe, el coronel general Karl Zutavern, y el 28 de julio de 1944 la 18.ª División de granaderos Panzer quedó disuelta oficialmente.

## Prusia Oriental
Con los restos de la División (971 hombres) se formó la 105.ª Brigada Panzer. El 7 de septiembre de 1944 debía constituirse como grupo de combate en el campo de maniobras Neuhammer, cosa que no se llevó a cabo, sino que fue asignada el 2 de diciembre al 4.º Ejército recién reorganizado. En enero de 1945 fue reforzada con el 300.º Batallón de artillería antiaérea, se trasladó a Gumbinnen y entró en combate en Mielau durante la batalla por la Prusia Oriental. El 14 de enero de 1945 el Segundo Frente Bielorruso avanzó hasta el Frisches Haff y cortó el camino del 4.º Ejército hacia el oeste. Algunas unidades de la 18.ª División pudieron ser evacuadas por el mar Báltico, y la división quedó disuelta en marzo.

## Fin de la guerra
Tres semanas escasas después, la 18.ª División de granaderos Panzer volvió a formarse el 21 de marzo de 1945 con partes de las Divisiones Panzer Holstein y Schlesien, con base en Eberswalde. Luego tuvo que retirarse y a partir de abril participó en la batalla de Berlín. El puesto de mando de la división se instaló en Tiergarten, y los combates se desarrollaron en Charlottenburg hasta el final el 2 de mayo de 1945. El 118° Regimiento de tanques estaba acantonado en el Estadio Olímpico y el 18° Batallón de ingenieros en Pichelsdorf. Al terminar la guerra la 18.ª División de infantería dejó de existir definitivamente.
En total 18.000 a 20.000 soldados de la 18.ª División perdieron la vida y 60.000 resultaron heridos.

## Comandantes
18.ª División de infantería
- Teniente general Hermann Hoth – 1 de octubre de 1934 a 1 de abril de 1938
- Teniente general Erich von Manstein – 1 de abril de 1938 a 26 de agosto de 1939
- Teniente general Friedrich-Karl Cranz – 26 de agosto de 1939 a 1 de noviembre de 1940

18.ª División de infantería motorizada
- Teniente general Friedrich-Karl Cranz – 1 de noviembre de 1940 a 24 de marzo de 1941
- Mayor general Friedrich Herrlein – 24 de marzo de 1941 a 15 de diciembre de 1941
- Teniente general Werner von Erdmannsdorff – 15 de diciembre de 1941 a 23 de junio de 1943

18.ª División de granaderos Panzer
- General de Infantería Werner von Erdmannsdorff - 23 de junio de 1943 – 9 de agosto de 1943.
- Teniente general Karl Zutavern - 9 de agosto de 1943 – 14 de abril de 1944.
- General de Artillería Curt Jahn - 14 de abril de 1944 – 24 de mayo de 1944.
- Teniente general Karl Zutavern - 24 de mayo de 1944 – 6 de julio de 1944.
- Teniente general Dr. Hans Bölsen - 6 de julio de 1944 – 1 de enero de 1945.
- Mayor general Josef Rauch - 1 de enero de 1945 - 8 de mayo de 1945.

## Organización

### 1943
- 30.º Regimiento de Granaderos Motorizado (Grenadier-Regiment (mot) 30)
- 51.er Regimiento de Granaderos Motorizado (Grenadier-Regiment (mot) 51)
- 18.º Regimiento de Artillería Motorizado (Grenadier-Regiment (mot) 18)
- 18.º Batallón Panzer (Panzer-Abteilung 18)
- 118.º Batallón de Reconocimiento Panzer (Panzer-Aufklärungs-Abteilung 118)
- 18.º Batallón Antitanque (Panzerjäger-Abteilung 18)
- 18.º Batallón de Ingenieros (Pionier-Bataillon 18)
- 18.º Batallón de Comunicaciones (Nachrichten-Abteilung 18)

### 1944
- 30.º Regimiento de granaderos Panzer (Panzergrenadier-Regiment 30)
- 51.er Regimiento de granaderos Panzer (Panzergrenadier-Regiment 51)
- 18.º Regimiento de Artillería Motorizado (Artillerie-Regiment (mot) 18)
- 118.º Batallón Panzer (Panzer-Abteilung 118)
- 118.º Batallón de Reconocimiento Panzer (Panzer-Aufklärungs-Abteilung 118)
- 300.º Batallón de Artillería Antiaérea (Heeres-Flak.Artillerie-Abteilung 300)
- 18.º Batallón Antitanque (Panzerjäger-Abteilung 18)
- 18.º Batallón de Ingenieros (Pionier-Bataillon 18)
- 18.º Batallón de Comunicaciones (Nachrichten-Abteilung 18)